# Fernando Reinares
Fernando Reinares Nestares, né à Logroño le 13 septembre 1960. est un politologue espagnol, expert en terrorisme et radicalisation violente. Sa vie professionnelle s'est centrée dans l'étude de ces phénomènes, depuis ETA jusqu'au terrorisme djihadiste d'Al-Qaïda et État Islamique. On peut signaler sa recherche sur les attentats du 11M (Madrid 2004), qui est-ce qui a été derrière et pour quoi est-ce que il s'a attenté en Espagne.

## Biographie
Professeur de Science Politique et Études de Sécurité dans l'Université Roi Juan Carlos de Madrid. Entre autres charges académiques il est chercheur principal et directeur du Programme sur Radicalisation Violente et Terrorisme Global du Réel Institut Elcano, professeur adjoint d'Études de Sécurité dans l'Université de Georgetown (Washington DC), Wilson Center Globale Fellow (Washington DC). Et chercheur associé en Radicalisation et Terrorisme International du Istituto per gli Studi di Political Internationale (ISPI) de Milan,,,. Il appartient à la relation d'experts en prévention du terrorisme de Nations Unies. Il a été de conseil pour des sujets de politique antiterroriste du Ministère de l'Intérieur entre 2004 et 2006, après les attentats du 11 mars 2004, et il a été  le premier président du Groupe d'Experts en Radicalisation Violente de la Commission Européenne.

## Œuvres
- (es) Reinares, Terrorismo y antiterrorismo, 1998 (ISBN 9788449306327)
- Reinares, European Democracies Against Terrorism: Governmental Policies and Intergovernmental Cooperation (Onati International Series in Law and Society), 2000 (ISBN 978-0754620150)
- Reinares, Patriotas de la Muerte. Quiénes han militado en ETA y por qué, 2001 (ISBN 978-8430608249)
- Reinares, Terrorismo Global, 2003 (ISBN 9788430604814)
- Reinares, ¡Matadlos! Quién estuvo detrás del 11-M y por qué se atentó en España, 2014 (ISBN 9788416072002)
- Fernando Reinares y Charles T. Powell, Las democracias occidentales frente al terrorismo global,, 2008 (ISBN 9788434400054)
- Fernando Reinares y Hans Leyendecker, Terrorismus Global. Aktionsfeld Europa, (ISBN 978-3434505860)
- Fernando Reinares y Antonio Elorza, El nuevo terrorismo islamista: del 11-S al 11-M, 2004 (ISBN 9788484603733)
- Bruce Hoffman y Fernando Reinares, The Evolution of the Global Terrorist Threat: From 9/11 to Osama Bin Laden's Death, 2014 (ISBN 9780231537438)
- Fernando Reinares y Carola García-Calvo, Estado Islámico en España, Real Instituto Elcano, 2016 (ISBN 9788492983100)
- Reinares, Al-Qaeda's Revenge: The 2004 Madrid Train Bombings, 2017 (ISBN 9780231801409)
- (es) Fernando Reinares, Carola García Calvo y Álvaro Vicente, Yihadismo y Yihadistas en España, Real Instituto Elcano, 2019 (ISBN 978-84-92983-17-9)

## Prix et reconnaissances
- Prix Justice et Paix, 1984[9].
- Prix Excellence en la Rioja, 2001[10].
- Croix au Mérite Militaire en 2009[11].
- Croix au Mérite Policier en 2012.
- Prix à l'Excellence chercheuse, URJC 2015[12].
- Distinction Riojano illustre, 2016[13].